# Tadżykistan na Zimowych Igrzyskach Olimpijskich 2006
Tadżykistan na Zimowych Igrzyskach Olimpijskich 2006 reprezentował jeden zawodnik, mężczyzna.

## Wyniki reprezentantów

### Narciarstwo alpejskie
Mężczyźni
- Andrej Drygin
  - Zjazd - 51. miejsce
  - Supergigant - 51. miejsce
  - Gigant slalom - nie ukończył